# 川上アキラ
川上 アキラ（かわかみ アキラ、1974年9月10日 - ）は、日本の芸能事務所スターダストプロモーションの執行役員、プロデューサー。

## 来歴・人物
埼玉県出身。中学ではテニス部に所属、高校でプロレスにハマって受け身を学ぶため柔道を始める。1994年、城西大学経営学部に入学、テリー伊藤にあこがれて、大学在学中にアシスタントディレクターのアルバイトをしていた。そのとき番組を見ているだけのマネージャーが楽そうに見えてそれを目指すため、大学4年の時、就職活動にてホームセンターの内定を受けるも、内定辞退をし、求人誌で見つけたスターダストプロモーションに応募。1998年に大学卒業、同年4月に入社。
芸能3部のマネージャーとしてキャリアをスタートし、安藤政信や梅宮アンナ、沢尻エリカ、飛鳥凛、早見あかり、羽田実加らの俳優のマネジメントを担当。思っていた仕事と違いタレント優先でプライベートはほぼ無くなるが、自分が育てたタレントの成長を感じてみんなを楽しませている姿を傍で見られるから続けられると語る。2000年からは『Harajukuロンチャーズ』（BS朝日）の現場を、番組終了の2003年まで担当。同年に統括マネージャーに昇進。
また、2008年から事務所の所属タレントによって結成されたももいろクローバーのマネージャーとして携わり、プロデューサーに近い役割を果たしブレイクへと導いた。
2013年には取締役に昇進。2015年春の人事異動にて正式に「プロデューサー」という肩書きに変更になり、事務所の女性アーティスト部門であるSTARDUST PLANET全体を担当するようになった（もももいろクローバーZの妹分でレーベルメイトであるB.O.L.Tのプロデュースなどに注力）。
ももいろクローバーZに関しては、ライブ会場などの現場にこそ行く機会は減ったものの、2022年秋までマネージャー兼プロデューサーとして関わり続けていた（『日経エンタテインメント!』で連載を持ち、メンバーとの対談が名物コーナーになっていた。またその内容も収録した自身の著書を日経BPから出版していた）。本人は現場マネージャーにこだわりがあると発言していたため、メディアによっては「マネージャー 川上アキラ」などと肩書きが変わることもあった。
プロレス好きで、プロレス観戦が趣味。ももいろクローバーZのプロデュースにはその影響が見られた。

## 出演

### ラジオ
ももいろクローバーZの出演に伴う、ごく短時間のものを除く
- オトナの自由時間　銀座 BODYSLAM BOYS（インターネットラジオ・ソラトニワ銀座、2012年11月26日～不定期）
- 川上アキラのオールナイトニッポンR（ニッポン放送、2014年2月23日）、同年2月10日に 横浜アリーナ・センテニアルホールにて公開収録
- 川上アキラのオールナイトニッポンR（ニッポン放送、2016年3月6日）、同年2月12日に 科学技術館・サイエンスホールにて公開収録
- 原宿BODY SLAMBOYS（2016年9月2日 - 2018年6月、sora×niwa原宿）不定期レギュラー
- ももいろクローバーＺプロデューサー川上アキラのももクロ裏伝説（ニッポン放送、2017年2月26日）、同年2月10日に 横浜アリーナ・センテニアルホールにて公開収録
- 川上アキラのオールナイトニッポンR（ニッポン放送、2018年2月25日）、同年2月9日に 横浜アリーナ・センテニアルホールにて公開収録

### ストリーミング動画配信
- 川上アキラの人のふんどしでひとりふんどし（テレ朝動画）

## 書籍

### 単著
- ももクロ流 5人へ伝えたこと5人から教わったこと（2014年6月23日、日経BP） ISBN 978-4-8222-7579-2
- ももクロ道 5人とともに目指す道（2016年12月27日、日経BP） ISBN 978-4-8222-3863-6

### ムック
- ももクロ×プロレス（2016年12月25日、ワニブックス） ISBN 978-4-8470-9512-2

### 雑誌
- 川上道場（B.L.T.2013年3月号-2014年10月号）
- ももクロ61分3本勝負（日経エンタテインメント！2013年3月号-8月号：対談）
- 新・ももクロ61分3本勝負（日経エンタテインメント！2013年9月号-：対談）